# Metal Gear Acid 2
Metal Gear Acid 2 (メタルギア アシッド2 Metaru Gia Ashiddo Tsū?) är ett turordningsbaserat strategispel, utvecklat av Kojima Productions till Playstation Portable. Spelet är en spinoff ur spelserien Metal Gear och uppföljaren till Metal Gear Acid.